# Am Abend aber desselbigen Sabbats, BWV 42

La incredulidad de Santo Tomás de Caravaggio.

Am Abend aber desselbigen Sabbats, BWV 42 (Pero en la tarde de aquel mismo sábado) es una cantata de iglesia escrita por Johann Sebastian Bach en Leipzig para el primer domingo después de Pascua y estrenada el 8 de abril de 1725.

## Historia
Bach compuso esta obra durante su segundo año de estancia en Leipzig para el primer domingo después de Pascua, llamado Quasimodogeniti. Esta cantata forma parte de su segundo ciclo anual de cantatas corales, que abarca desde el primer domingo después de la Trinidad de 1724 hasta el domingo de Ramos de 1725. Esta no es una cantata coral y es la única del segundo ciclo que empieza con una extensa sinfonia. La cantata fue interpretada por primera vez el 8 de abril de 1725 y fue interpretada de nuevo en Leipzig al menos dos veces: el 1 de abril de 1731 y el 1 de abril de 1742 o bien el 7 de abril de 1743.

## Análisis

### Texto
Las lecturas establecidas para ese día eran de la primera epístola de Juan, "nuestra fe es la victoria" (1 Juan 5:4-10), y del evangelio según San Juan la aparición de Jesús ante sus discípulos, primero sin que estuviese Tomás entre ellos y después con él (Juan 20:19-31).
El poeta desconocido incluyó el verso 19 del evangelio para comenzar la cantata, más adelante como movimiento 4 la primera estrofa del coral "Verzage nicht, o Häuflein klein" escrito por Jakob Fabricius en 1632, que había sido atribuido también a Johann Michael Altenburg. Como coral final dos estrofas que habían aparecido añadidas a "Erhalt uns, Herr, bei deinem Wort" de Martín Lutero: "Verleih uns Frieden gnädiglich", la versión en alemán de Lutero de "Da pacem Domine" de 1531 y "Gib unsern Fürsten und all'r Obrigkeit" (Da a nuestros gobernantes y todos los legisladores), una estrofa de Johann Walter parafraseando 1 Timoteo 2:2 (1566), concluida con una amén final. Werner Neumann sugirió que el propio Bach pudo haber sido el poeta anónimo, mientras que Charles Sanford Terry afirmó que fue Christian Weiss. El estudioso de Bach Alfred Dürr supuso que era el mismo autor que escribió Bleib bei uns, denn es will Abend werden, BWV 6, interpretada por primera vez seis días antes el lunes de Pascua de 1725.
Tras la cita del evangelio según San Juan, el poeta parafrasea en el movimiento 3, las palabras de Jesús del evangelio según San Mateo, Mateo 18:20, "Wo zwei oder drei versammelt sind in meinem Namen, da bin ich mitten unter ihnen" (Donde dos o tres estén reunidos en mi nombre, ahí estoy yo en medio de ellos).

### Instrumentación
La obra está escrita para cuatro solistas vocales (soprano, alto, tenor y bajo) y un coro a cuatro voces; dos oboes, un fagot, dos violines, viola y bajo continuo. El coro a cuatro voces solamente aparece en el coral de cierre. La razón pudo ser que el Thomanerchor hubiera tenido muchos compromisos durante toda la Semana Santa y la Pascua, interpretando Wie schön leuchtet der Morgenstern, BWV 1, la Pasión según San Juan, BWV 245 y Christ lag in Todes Banden, BWV 4, entre otras.

### Estructura
Consta de siete movimientos.
1. Sinfonia
2. Recitativo (tenor): Am Abend aber desselbigen Sabbats
3. Aria (alto): Wo zwei und drei versammlet sind
4. Aria (soprano): Verzage nicht, o Häuflein klein
5. Recitativo (bajo): Man kann hiervon ein schön Exempel sehen
6. Aria (bajo): Jesus ist ein Schild der Seinen
7. Coral: Verleih uns Frieden gnädiglich

Posiblemente Bach tomó la sinfonia inicial de música previa. Dürr cree que este es un movimiento de un concierto instrumental. Es una especie de "concerto a due cori", la cuerda interactúa con un concertino del viento madera, oboes y fagot. Los dos grupos primero presentan sus propios animados temas, que son distintos pero están relacionados entre sí. Después también intercambian sus temas y tocan todos juntos. La sección central empieza con un nuevo motivo sorprendente para oboe y fagot, que el mismo Bach marcó como cantabile. Julian Mincham ve una ve un gran parecido con los movimientos de apertura de conciertos como los de violín, BWV 1042, y para clave, BWV 1053. Conforme a John Eliot Gardiner, tanto este movimiento como la primera aria se han tomado de la cantata congratulatoria Der Himmel dacht auf Anhalts Ruhm und Glück, BWV 66a, que Bach escribió para celebrar el 24º cumpleaños de Leopoldo, príncipe de Anhalt-Cöthen el 10 de diciembre de 1718.
La cita bíblica es cantada en recitativo por el tenor como el Evangelista, acompañado por el continuo en rápidas notas repetidas, posiblemente ilustrando el latido del corazón ansioso de los discípulos, cuando aparece Jesús: "En la noche, sin embargo, del mismo sábado, cuando los discípulos se habían reunido y la puerta estaba cerrada por temor a los judíos, Jesús vino y caminó entre ellos".
En el movimiento 3, un aria con la indicación de adagio, la repetición se mantiene en el fagot, pero la cuerda mantiene acordes largos y los oboes tocan largas líneas melódicas. Según Dürr, pudo haber sido otro movimiento del mismo concierto en el que se basa el movimiento 1.
Bach compuso el texto del coral del movimiento 4, "No desesperes, o pequeño rebaño", como dúo, acompañado solamente por el continuo incluyendo el fagot. Los fragmentos del tema habitual del coral, "Kommt her zu mir, spricht Gottes Sohn", pueden detectarse ocasionalmente. Terry interpreta que el fagot obbligato estaba destinado a acompañar una melodía coral que "en realidad nunca sonó", transmitiendo el "ocultamiento" de la iglesia en el mundo.
El bajo prepara en un recitativo que termina en un arioso, la última aria, que va acompañada por los violines divididos y el continuo. El tema de nuevo es un contraste entre "Unruhe der Welt" (la inquietud del mundo) y "Friede bei Jesus" (la paz con Jesús). Mientras los instrumentos tocan en salvaje movimiento, el bajo canta una calmada melodía expresiva, únicamente acentuando la palabra "Verfolgung" (persecución) mediante la un movimiento más rápido en largos melismas. Según Mincham, esta aria podría tomar material de un movimiento diferente del mismo concierto que la sinfonia.
El tema del coral fue publicado por Martín Lutero en Kirchē gesenge, mit vil schönen Psalmen unnd Melodey y editado por Johann Walter (Núremberg, 1531); posteriormente en Geistliche Lieder de Joseph Klug (Wittenberg, 1535). La melodía de la estrofa adicional, Gieb unsern Fürsten, fue publicada por primera vez en Das christlich Kinderlied D. Martini Lutheri en Wittenberg en 1566. Bach escribió para ella un arreglo a cuatro voces.

## Discografía selecta
De esta pieza se han realizado una serie de grabaciones entre las que destacan las siguientes.
- 1953 – Bach Made in Germany Vol. 1: Cantatas IV. Günther Ramin, Thomanerchor, Gewandhausorchester, Marianne Basner, Gerda Schriever, Gert Lutze, Otto Siegl (Berlin Classics)
- 1954 – Cantatas & Cantata Movements. Robert Shaw, Bach Aria Group Orchestra, Robert Shaw Chorale & Orchestra, Eileen Farrell, Carol Smith, Jan Peerce, Norman Farrow (RCA Victor)
- 1964 – J.S. Bach: Cantatas No. 42, 35. Hermann Scherchen, Wiener Akademie-Kammerchor, Vienna Radio Orchestra, Teresa Stich-Randall, Maureen Forrester, Alexander Young, John Boyden (Westminster, Baroque Music Club)
- 1974 – J.S. Bach: Das Kantatenwerk Vol. 3. Nikolaus Harnoncourt, Wiener Sängerknaben, Chorus Viennensis, Concentus Musicus Wien, solista del Wiener Sängerknaben, Paul Esswood, Kurt Equiluz, Ruud van der Meer (Teldec)
- 1981 – Die Bach Kantate Vol. 31. Helmuth Rilling, Gächinger Kantorei, Bach-Collegium Stuttgart, Arleen Augér, Julia Hamari, Peter Schreier, Philippe Huttenlocher (Hänssler)
- 1990 – J.S. Bach: Ich hatte viel Bekümmernis. Philippe Herreweghe, Collegium Vocale Gent, La Chapelle Royale, Barbara Schlick, Gérard Lesne, Howard Crook, Peter Kooy (Harmonia Mundi France)
- 1999 – Bach Edition Vol. 4: Cantatas Vol. 1. Pieter Jan Leusink, Holland Boys Choir, Netherlands Bach Collegium, Ruth Holton, Sytse Buwalda, Knut Schoch, Bas Ramselaar (Brilliant Classics)
- 2000 – Bach Cantatas Vol. 23. John Eliot Gardiner, Monteverdi Choir, English Baroque Soloists, Gillian Keith, Daniel Taylor, Charles Daniels, Stephen Varcoe (Soli Deo Gloria)
- 2001 – J.S. Bach: Complete Cantatas Vol. 14. Ton Koopman, Amsterdam Baroque Orchestra & Choir, Deborah York, Bogna Bartosz, Jörg Dürmüller, Klaus Mertens (Antoine Marchand)
- 2006 – J.S. Bach: Cantatas Vol. 36. Masaaki Suzuki, Bach Collegium Japan, Yukari Nonoshita, Robin Blaze, James Gilchrist, Dominik Wörner (BIS)